# シャーローム (週刊紙)
『シャーローム』（トルコ語: Şalom）は、トルコ共和国で発行されているユダヤ人向け週刊紙。シャーロームとは、ヘブライ語で「平和」と言う意味。イスタンブールに本拠地を置く。

## 概要
1947年10月29日にトルコ系ユダヤ人のジャーナリストであるアブラム・レイオンによって創刊された週刊紙である。毎週水曜日に発行され、ラディーノ語のほかにトルコ語版も発行している。流通部数は、週5000部とされる。
現在の編集長は、Yakup Barokas。